# 에스아이리소스
에스아이리소스(SI Resources)는 대한민국의 자원개발 유통 기업이다. 본사는 서울시 영등포구 여의도동 12번지 CCMM(국민일보)빌딩 410호에 위치해 있다. 대표이사는 전순옥이다. 이탄 채굴판매, 바이오중유 제조판매, 유연탄 채굴판매 등의 사업을 영위한다3년 넘게 주식 거래가 정지되었고 거래 정지 후 주가가 뛰자 회사는 자사주를 매각하고, 대주주도 보유 주식을 현금화하였다

## 역사
2010년 매일상선에서 현재의 사명으로 변경하였다 2025년 한국중부발전과 68억 2800만원 규모의 기력용 바이오중유 구매 계약을 체결했다

## 참고 문헌
1. ↑  한경상, 에스아이리소스, 이스라엘·이란 전쟁 우려에 주가 강세, 국제뉴스, 2023년 10월 17일
2. ↑  최명호, 에스아이리소스 주식 거래정지 풀리자...회사도 대주주도 '매도', 지구인사이드, 2022년 7월 8일
3. ↑  신희은, 매일상선, 에스아이리소스로 사명변경, 매일경제, 2010년 10월 28일
4. ↑  에스아이리소스, 한국중부발전과 68억 규모 공급계약 이데일리 2025-02-24